# Zale dealbata
Zale dealbata är en fjärilsart som beskrevs av Embrik Strand 1917. Zale dealbata ingår i släktet Zale och familjen nattflyn. Inga underarter finns listade i Catalogue of Life.